# Gilbert Sigrist
Gilbert Sigrist, né le 27 février 1938 à Belfort et mort le 2 mai 2020, à Montbéliard, est un pianiste et chef d'orchestre français.
Il a notamment accompagné Gilbert Bécaud, Charles Aznavour et Barbara.

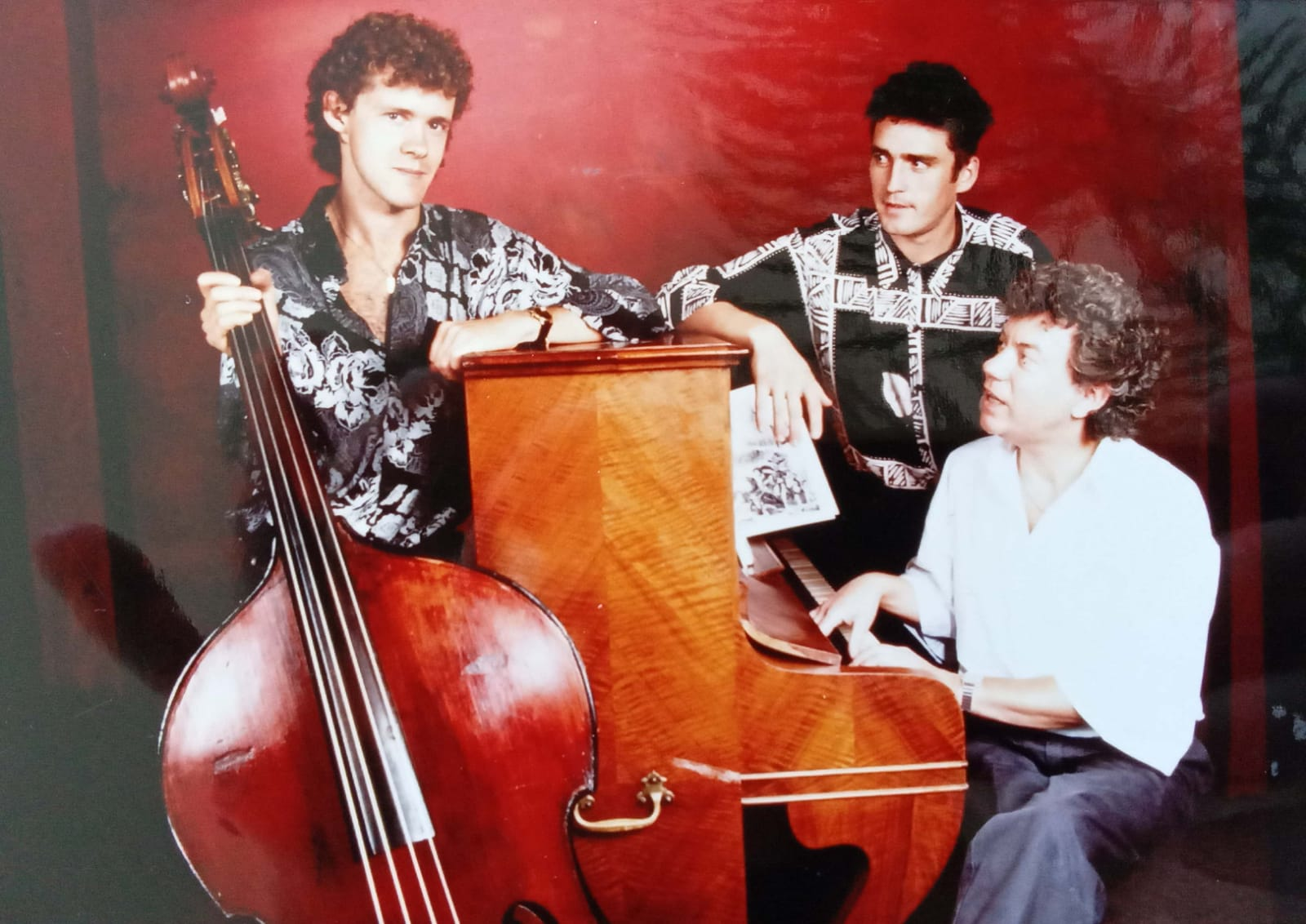
Le "Gilbert Sigrist Trio" : Gilbert Sigrist (piano), Laurent Sigrist (contrebasse et basse électrique), Francis Wininger (batterie)

## Biographie
Gilbert Sigrist a mené sa vie d’enfant dans le quartier de la Pépinière à Belfort, entre l’épicerie-café de sa maman, Aline Kreuter, et la maison familiale de la rue Foltz où vivait aussi son père, André Sigrist, son frère et sa sœur. Gilbert avait 5 ans lorsqu’il a commencé le piano. Il a ensuite mené sa scolarité à l’Institution Sainte-Marie de Belfort. Après un cours passage au séminaire à Besançon, il se tourne résolument vers des études de piano au conservatoire de cette même ville, obtenant le premier prix.
Dans les années 1960, il alterne les activités de compositions musicales pour les documentaires. Il reçoit notamment le prix du Léopard d'or pour la musique du film publicitaire industriel de la Peugeot 404. Il s'adonne aussi à la régie et poursuit accompagne la chanteuse Rika Zaraï. Il s’ensuivra une belle rencontre, celle de Barbara, dont il fut le premier pianiste. Il enregistre avec elle le morceau "Dis, quand reviendras-tu ?" et participe notamment son album "Madame" en 1970. 
Au milieu des années 1960, une autre rencontre musicale marque la vie du pianiste, tant par le nombre d’années de collaboration que par les expériences de vie qu’elles ont procurées :  celle de Gilbert Bécaud. De 1964 à 1978, il est son pianiste et chef d'orchestre au rythme des tournées, des concerts, des voyages à travers la France et à l'international, avec des collaborations musicales à l'étranger comme avec le violoniste Monsieur Pointu. En parallèle, il poursuit ses activités de compositeur comme de notables collaborations avec Jean-Jacques Perrey, l'un des pionniers de la musique électronique ou avec Georges Auric pour l'épopée musicale "La plus belle histoire". A la fin des années 1980, il accompagne aussi l'artiste Jean Lapointe.
Dans les années 1990, il accompagne au piano le chanteur Charles Aznavour  Les années suivantes sont marquées par une aventure musicale sans égale, davantage pour ses aspects symboliques et artistiques, puisqu’elle a réuni son style de cœur, le jazz, et son fils, Laurent Sigrist, contrebassiste, et le batteur Francis Wininger. Le "Gilbert Sigrist trio" revisite les pièces des grands compositeurs de la période classique, romantique et moderne, les standards de jazz et même les comptines pour enfants ou les succès de la Chanson Française, sans oublier des compositions originales. Le succès conduit le groupe à se produire dans divers festivals de jazz de renom tels que le festival international de jazz de Montréal ou le Nancy jazz pulsation, entre autres. Le groupe obtient aussi les 4F de Télérama pour l'album "Gilbert Sigrist n°1". En parallèle, Gilbert Sigrist continue ses compositions musicales comme pour le documentaire sur la Citadelle de Besançon (1995).
Dans les années 2000, il compose pour les productions audiovisuelles des chaînes de télévision ou les productions filmographiques en France et à l’international, à travers Koka Media et Penny Bank Tunes.